# Labyrinth (gruppo musicale)
I Labyrinth sono un gruppo progressive metal/power metal italiano formatosi in Toscana nel 1991.

## Storia
La formazione iniziale era composta da Frank Andiver alla batteria, Andrea Bartoletti al basso, Andrea Cantarelli e Olaf Thorsen (nome d'arte di Carlo Andrea Magnani) alle chitarre e Fabio Tordiglione (in arte Fabio Lione) dietro al microfono. Il loro primo demo dal titolo "Midnight Resistance" risale al 1994. La band produce poi il primo EP ("Piece of Time") e finalmente il primo LP intitolato "No Limits" un anno dopo pubblicato dalla Underground Symphony.
Nel 1997 si avvicendano al microfono Fabio Lione (che lascerà la band per entrare nei Rhapsody of Fire) con Roberto Tiranti (proveniente dai New Trolls). Il gruppo sforna quindi nel 1998 "Return To Heaven Denied". Il disco vale loro la prima partecipazione al Gods of Metal, edizione 1998. Tiranti lascia momentaneamente la band e viene sostituito per pochi mesi a cavallo tra il 1998 e il 1999 per il tour da Morby (Sabotage, Domine). La band partecipa ai principali festival metal estivi: Gods of Metal, Dynamo Open Air, Wacken Open Air. Tiranti torna poi nei Labyrinth per pubblicare Sons of Thunder, disco che raggiunge la posizione numero 26 nella classifica di vendita italiane e la 52 nelle classifica giapponese.
Questo è l'ultimo disco con Olaf Thorsen alla chitarra: il progetto parallelo Vision Divine diventa la sua band principale a partire dal 2002. La band perde quindi il principale "mastermind" e sterza verso sonorità più dure rispetto al power/prog molto melodico degli esordi. I componenti della band decidono di abbandonare gli pseudonimi fin qui utilizzati a favore dei loro veri nomi. In seguito, nel 2003 iniziano le registrazione per il nuovo album, e per sottolineare come il nuovo album sia anche un nuovo inizio decidono di intitolarlo semplicemente Labyrinth. Alle chitarre subentra Pier Gonella. Seguono nel corso del 2004 un tour in Giappone, il Banzai tour, e uno show a Londra con i Dream Evil, eventi che portano all'accordo con l'etichetta Arise Record.
Nell'autunno iniziano le registrazione sul successore di Labyrinth, che esce nel marzo 2005 col nome di Freeman e sulla cui copertina campeggia un'inquietante manichino legato con le mani dietro la schiena, mentre nelle foto i membri del gruppo sono rinchiusi in camicie di forza, che porteranno anche sulla scenografia live. La confezione è ulteriormente arricchita nella versione extra da un bonus dvd contenente i concerti di Tōkyō e Londra, i video promozionale con making of di "L.Y.A.F.H." e di "Freeman". In seguito al tour da headliner si esibiscono in 3 date di supporto a Dream Theater e Angra e successivamente partecipano al Metal Way Festival a Bilbao.
Nel 2006 Cristiano Bertocchi lascia la band (per entrare nei Vision Divine), e invece di ingaggiare un altro bassista il basso viene affidato allo stesso Tiranti, con questa formazione si esibirono all'Evolution Festival. Nel 2007 pubblicano l'album 6 Days to Nowhere. Successivamente Pier Gonella lascia la band per dedicarsi stabilmente ai Necrodeath ed ai suoi progetti solisti tra cui Mastercastle. Olaf Thorsen rientra nella band in occasione della pubblicazione di Return to Heaven Denied, Pt. 2 - A Midnight Autumn Dream. Nel 2009 entra a far parte della formazione anche Sergio Pagnacco storico bassista dei Vanexa.
A settembre 2014 Tiranti lascia il gruppo ed è sostituito da Mark Boals, noto soprattutto per le sue collaborazioni con il chitarrista svedese Yngwie Malmsteen.
Nella primavera del 2016 la band partecipa al Frontiers Metal Festival registrando nuovo Bluray Live suonando per intero Return To Heaven Denied.
In questa occasione viene presentata la nuova line-up: torna Roberto Tiranti alla voce, John Macaluso alla batteria, Nick Mazzuconi al basso, Oleg Smirnoff alle tastiere, Andrea Cantarelli e Olaf Thorsen alla chitarra.
Nel 2017 esce un nuovo lavoro discografico Architecture of a God accompagnato da diversi live (tour in Giappone - Sudamerica).
Nel 2019 il batterista Matt Peruzzi si unisce alla band in sostituzione di John Macaluso.
Nel 2021 la band pubblica un nuovo album Welcome to the Absurd Circus.
Nel 2025 esce il loro decimo album da studio, In the Vanishing Echoes of Goodbye.

## Formazione

### Formazione attuale
- Roberto Tiranti - voce
- Andrea Cantarelli - chitarra
- Olaf Thorsen - chitarra
- Oleg Smirnoff - tastiere
- Nick Mazzucconi - basso
- Matt Peruzzi - batteria

### Ex componenti
- Fabio Lione (Joe Terry) - ex voce dei Rhapsody of Fire e dei Vision Divine nonché attuale voce del gruppo power metal brasiliano Angra
- Frank Andiver - attuale batteria dei Wonderland
- Cristiano Bertocchi (Chris Breeze) - ex basso dei Vision Divine
- Ken Taylor (Luca Contini) - tastiera, attuale producer e sound engineer
- Ross Lukather - attuale batteria dei Shining Fury
- Pier Gonella - attuale chitarra dei Mastercastle e dei Necrodeath
- Andrea Bartoletti - basso
- Mattia Stancioiu - batteria
- Sergio Pagnacco - attuale basso dei Vanexa
- Andrea De Paoli - tastiera
- John Macaluso - batteria
- Alessandro Bissa - batteria

## Discografia
Album in studio
- 1996 - No Limits
- 1998 - Return to Heaven Denied
- 2000 - Sons of Thunder
- 2003 - Labyrinth
- 2005 - Freeman
- 2007 - 6 Days to Nowhere
- 2010 - Return to Heaven Denied, Pt. 2 - A Midnight Autumn Dream
- 2017 - Architecture of a God
- 2021 - Welcome to the Absurd Circus
- 2025 - In the Vanishing Echoes of Goodbye

Demo
- 1994 - Midnight Resistance

EP
- 1995 - Piece of Time
- 1999 - Timeless Crime

Compilation
- 2011 - As Time Goes By...